# Vereinigte Südwest-Universität

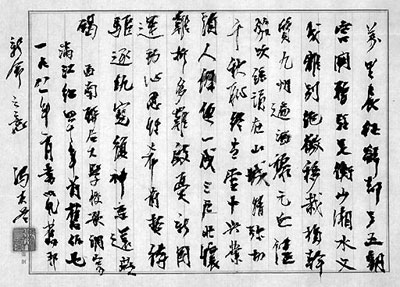
Universitätslied – Autograph von Feng Youlan

Die Vereinigte Südwest-Universität (chinesisch 國立西南聯合大學 / 国立西南联合大学, Pinyin Guólì Xīnán Liánhé Dàxué – „Staatliche Vereinigte Südwest-Universität“, kurz: 西南聯大,  Xīnán Liándà) war ein Zusammenschluss der Peking-Universität, der Tsinghua-Universität und der Nankai-Universität. 

## Geschichte
Die Vereinigte Südwest-Universität wurde in der Zeit des antijapanischen Krieges (Juli 1937 – September 1945) zunächst unter dem Namen „Temporäre Universität Changsha“ – 長沙臨時大學, kurz 長沙臨大 – im Oktober 1937 in Changsha gegründet. Im Dezember 1937 – etwa einen Monat nach offizieller Betrieb der Hochschule – floh die gesamte Lehrkörper und Studentenschaft aufgrund des weiteren Eindringen der japanischen Inversionskräfte weiter nach Kunming in Yunnan. Im Februar 1938 zogen über 150 Professoren und über 1400 Studenten nach Kunming um, zwei Monaten später – im April 1938 – nannte sich die Universität in Vereinigte Südwest-Universität um. Nach dem Krieg nahmen die Universitäten ihre Tätigkeit wieder an den alten Orten auf.
Die ehemalige Stätte der Vereinigten Südwest-Universität in Kunming, Yunnan, steht seit 2006 auf der Liste der Denkmäler der Volksrepublik China (6-1062). Sie befindet sich auf dem Campus der Pädagogischen Universität Yunnan.

## Absolventen
An der Universität studierten die Nobelpreisträger Chen Ning Yang und Tsung-Dao Lee.

## Professoren
An der Vereinigten Südwest-Universität lehrten unter anderem Shiing-Shen Chern, Chen Yinke, Jin Yuelin, Hua Luogeng, Wu Youxun, Zhao Jiuzhang und Feng Youlan.